# Tage Kaarsted
Tage Kaarsted (* 27. Mai 1928 in Silkeborg; † 29. Dezember 1994) war ein dänischer Historiker und Hochschullehrer, der 1970 mit dem Søren-Gyldendal-Preis ausgezeichnet wurde.

## Leben
Nach dem Schulbesuch studierte Kaarsted Geschichte und beschäftigte sich nach dem Studienabschluss insbesondere mit der Geschichte Dänemarks im 20. Jahrhundert. Bereits 1964 legte er eine vielbeachtete Abhandlung zum Thema Regeringskrisen 1957. En studie i regeringsdannelsens proces vor, ehe er 1968 mit einer Dissertation zum Thema Påskekrisen 1920 zum Doktor promovierte.
Im Anschluss nahm er eine Professur für Geschichte an der Universität Odense an und lehrte dort bis zu seiner Emeritierung. Kaarsted, der 1970 auch den Søren-Gyldendal-Preis erhielt, wurde 1976 zum Königlichen Ordenshistoriker (Kongelig Ordenshistoriograf) berufen und bekleidete dieses Amt bis zu seinem Tod.

## Weitere Veröffentlichungen
- Danske politik i 1960'erne. 3. Auflage. Gyldendal, København 1977.

- Great Britain and Denmark 1914–1920 (= Odense University studies in history and social sciences. Bd. 61). University Press, Odense 1979, ISBN 87-7492-285-8.
- mit Ole Samuelsen: Kilder til Danmarks politiske historie 1920–1939. 9. Auflage. Gyldendal, København 1980.
- Islandske riddere og dannebrogsmaend 1808–1918. De Kongelige Ordeners Kapitel, København 1983[1]
- Ministermødeprotokol 1933-40. Ministeriet Stauning-Munch. Universitetsforlag, Aarhus 1984.
- Regeringen, vi aldrig fik. Regeringsdannelsen 1975 og dens baggrund (= Odense University studies in history and social sciences. Bd. 113). Odense Universitetsforlag, Odense 1988, ISBN 87-7492-682-9.
- Ove Rode. En politiker ved  vejs ende. Odense Universitetsforlag, Odense 1989, ISBN 87-7492-719-1.
- Admiralen. Andreas de Richelieu, forretningsmand og politiker i Siam og Danmark (= Odense University studies in history and social sciences. Bd. 127). Odense Universitetsforlag, Odense 1990, ISBN 87-7492-761-2.
- (Bearb.): For videnskab og kunst. Medaljen Ingenio et arti 1841–1991 (= Odense University studies in history and social sciences. Bd. 135). Odense Universitetsforlag, Odense 1991, ISBN 87-7492-801-5.
- Krise og krig 1925–1950 (= Gyldendal og Politikens danmarkshistorie. Bd. 13). Gyldendalske Boghandel, Copenhagen 1991, ISBN 87-89068-15-7 (2. Aufl. 2004).

## Hintergrundliteratur
- Hans Chr. Johansen u. a.: Festskrift til Tage Kaarsted. Om Danmarks Historie 1900–1920. Odense Universitetsforlag, 1988, ISBN 87-7492-669-1.